# Megacyllene snowi
Megacyllene snowi es una especie de escarabajo longicornio del género Megacyllene, tribu Clytini, subfamilia Cerambycinae. Fue descrita científicamente por Casey en 1912.

## Descripción
Mide 11-20 milímetros de longitud.

## Distribución
Se distribuye por México y Estados Unidos.